# 何勖 (西晋)
何勖（3世纪—303年1月27日），中国西晋官员，历任廷尉、豫州刺史、车骑将军领中领军。
290年，杨骏想要讨伐汝南王司马亮，司马亮向廷尉何勖问计。何勖回答：“现在朝廷人心归附明公，明公为什么不讨伐别人而害怕被人所讨伐！”有人劝说司马亮率所部入朝废除杨骏，司马亮不能采纳，乘夜驰赴许昌，故得免祸。
301年春正月，赵王司马伦篡位。齐王司马冏与豫州刺史何勖、龙骧将军董艾共同举兵，并派人联结成都王司马颖、河间王司马颙、常山王司马乂及新野公司马歆四位宗室，讨伐司马伦。四月，司马冏率领何勖等在阳翟击破张泓，斩杀孙辅等。灭司马伦，辅佐晋惠帝复位。司马冏辅政，以车骑将军何勖领中领军。封葛旗为牟平公，路秀小黄公，卫毅阴平公，刘真安乡公，韩泰封丘公，号称“五公”。
淮南袁甫曾经对中领军何勖说，自己能当县官。何勖说：“想要当县宰，不当台阁之职，为什么？”袁甫说：“人各有所能，有所不能。譬如丝织品中最好不过就是锦，但锦不可做帽子；五谷中最香美不过就是稻，但稻不可做咸菜。所以圣王任用人才，必先看他的才器，如果不是全能之材，怎么都当高官呢！黄霸驰名州郡，在京城没有名声。廷尉之材，不为三公，自古以来就是这样。”何勖赞同，任命他为松滋令。
后来司马冏被皇弟长沙王司马乂讨伐，大败，大司马长史赵渊杀何勖，抓住司马冏投降。